# NTT西日本米須陸揚室
NTT西日本米須陸揚室（エヌ・ティ・ティにしにほんこめすりくあげしつ）は、沖縄県糸満市にある西日本電信電話の施設である。沖縄本島と離島間の電波などを中継している。また、当施設は、県内のテレビ放送を大東諸島や先島諸島へ電波を中継する｢沖縄先島地区・南北大東地区民放テレビ放送米須陸揚室｣も併設されている。

## 周辺
- 沖縄県道223号魂魄之塔線
- 魂魄の塔
- NTT西日本米須電話交換所(当施設から少し離れた場所に置かれている)
- NTTコミュニケーションズ沖縄ランディングステーション(同上)

## 設置箇所
- 糸満市字米須